# جيحون حجيبيلي
جيحون حجيبيلي - (بالأذرية: Osman Hacıbəyov) محرر، كاتب، ممثل الهجرة الأذربيجانية، شقيق الملحن الأذربيجاني الشهير عزير حاجبايوف.

## حياته وإبداعه
ولد جيحون حجيبيلي في 3 فبرايير عام 1891 بمدينة شوشا.
بعد انتهاء مدرسة روس وتتار بمدينة شوشا، واصل جيحون حجيبيلي تعليمه بمدينة باكو.
لاحقا ذهب لمواصلة دراسته في كلية الحقوق بجامعة إمبريال سان بطرسبرج.
بعد دراسته في سان بطرسبرج يغادر حجيبيلي إلى فرنسا وكان إلتحق جامعة سوربون في باريس.
من بداية القرن العشرين تعاونت جيحون حجيبيلي بنشاط مع مطبعة باكو.
في بداية نشاته جيحون حجيبيلي لعب مقالاته دورًا رئيسيًا. قبل الهجرة تقريبا منذ 1919 تنشر مئات المقالات والقصص الصحف المختلفة.
كتب جيحون باي مقالاته بالمواضيع التعليم والثقافة والدين واللغة والإحسان وواللاجئين.
بالإضافة إلى المقالات المنشورة في الصحف «كسبي»، «إيرشاد»، «ترقي» وكان تشارك جيحون حجيبيلي في التحرير صحيفة باكو بالعنوان «أذربيجان» أيضا.
في 1910 هو كتب قصة «حاجي كريم»	و تنشرها في شكل كتاب في 1911.
وكان جيحون حجيبيلي رئيس تحرير مجلة «القوقاز» التي نشرت بالفرنسية في باريس ومجلة «أذربيجان» التي نشرت باللغة الأذربيجانية في ميونيخ.
إنتخب جيحون باي عضوا مناظرا لجامعة «تدرس اتحاد الجمهوريات الاشتراكية السوفيتية» في ميونخ.
توفي جيحون حجيبيلي في 1962، 71 من عمره في باريس.
جيحون حجيبيلي هو شقيق لملحن أذربيجاني الشهير عزير حاجبايوف.